# Mamitu Daska
Mamitu Daska (* 16. Oktober 1983) ist eine äthiopische Langstreckenläuferin, die sich auf Straßenläufe spezialisiert hat.

## Werdegang
2008 gewann sie die Route du Vin. 2009 kam sie bei den Crosslauf-Weltmeisterschaften in Amman auf den zwölften Platz und gewann mit der äthiopischen Mannschaft Silber. Danach wurde sie Zweite beim Freihofer’s Run for Women, gewann das Rennen Bolder Boulder und das Falmouth Road Race und wurde im August Zweite beim New-York-City-Halbmarathon, nur geschlagen von Paula Radcliffe.
Ihr Debüt auf der 42,195-km-Distanz hatte sie einen Monat später beim Berlin-Marathon, bei dem sie Dritte wurde, und zum Saisonabschluss wurde sie Vierte beim Delhi-Halbmarathon und gewann den Obudu-Berglauf.
2010 siegte sie beim Dubai-Marathon. Bei den Crosslauf-Weltmeisterschaften in Bydgoszcz wurde sie Achte und gewann mit der äthiopischen Mannschaft Silber. Einer Titelverteidigung bei Bolder Boulder folgte ein sechster Platz beim Chicago-Marathon.
2011 gewann sie den Houston-Marathon und den Freihofer’s Run for Women, holte beim Halbmarathon der Panafrikanischen Spielen in Mabuto die Silbermedaille und stellte beim Frankfurt-Marathon einen Streckenrekord auf. 2012 wurde sie Neunte beim Dubai-Marathon und verteidigte ihren Titel beim Freihofer’s Run for Women.
2013 wurde sie Zwölfte beim Boston-Marathon und gewann den New York Mini 10K.
Beim RAK-Halbmarathon 2015 in Ra’s al-Chaima wurde sie Zweite.
Im Oktober 2016 gewann sie nach 2011 zum zweiten Mal den Frankfurt-Marathon.
Bei der 47. Ausgabe des New-York-City-Marathon erreichte sie im November 2017 den dritten Platz.
Mamitu Daska ist 1,65 m groß und verheiratet.
Seit 2006 wird sie von Elite Sports Management International betreut.

## Sportliche Erfolge (Auswahl)
| Datum/Jahr    | Rang | Wettbewerb             | Austragungsort    | Distanz      | Zeit    | Bemerkung                     |
| ------------- | ---- | ---------------------- | ----------------- | ------------ | ------- | ----------------------------- |
| 5. Nov. 2017  | 3    | New-York-City-Marathon | New York City     | Marathon     | 2:28:08 |                               |
| 30. Okt. 2016 | 1    | Frankfurt-Marathon     | Frankfurt am Main | Marathon     | 2:25:27 | zweiter Sieg in Frankfurt     |
| 8. Juni 2013  | 1    | New York Mini 10K      | New York City     | 10 km        | 31:47   |                               |
| 15. Apr. 2013 | 12   | Boston-Marathon        | Boston            | Marathon     |         |                               |
| 30. Okt. 2011 | 1    | Frankfurt-Marathon     | Frankfurt am Main | Marathon     | 2:21:59 | persönliche Marathon-Bestzeit |
| 22. Jan. 2010 | 1    | Dubai-Marathon         | Dubai             | Marathon     | 2:24:19 |                               |
| 20. Sep. 2009 | 3    | Berlin-Marathon        | Berlin            | Marathon     | 2:26:38 | erster Marathon-Start         |
| 28. Sep. 2008 | 1    | Route du Vin           | Remich            | Halbmarathon | 1:12:36 |                               |

## Persönliche Bestzeiten
- 10.000 m: 30:55,56 min, 17. Juni 2015, Hengelo
- 10-km-Straßenlauf: 31:04 min, 22. Juni 2014, Boston
- 15-km-Straßenlauf: 46:42 min, 13. Februar 2015, Ras Al Khaimah
- 20-km-Straßenlauf: 1:02:58 min, 13. Februar 2015, Ras Al Khaimah
- Halbmarathon: 1:06:28 h, 13. Februar 2015, Ras Al Khaimah
- 25-km-Straßenlauf: 1:22:45 h, 10. Oktober 2010, Chicago
- 30-km-Straßenlauf: 1:39:46 h, 30. Oktober 2011, Frankfurt am Main
- Marathon: 2:21:59 h, 30. Oktober 2011, Frankfurt am Main